# ألكسندر ايفانوف (لاعب كرة قدم)
ألكسندر ايفانوف (بالروسية: Александр Иванов)‏ (4 أغسطس 1972 - ) هو لاعب كرة قدم روسي (وحمل سابقاً جنسية الاتحاد السوفيتي) في مركزي الوسط والدفاع. لعب مع دينامو ستافروبول وFC Mashuk-KMV Pyatigorsk ‏ وFC Volga Ulyanovsk ‏ وFC Zhemchuzhina Budyonnovsk ‏ وFC Kavkazkabel Prokhladny ‏.